# Centre de volcanologie et de réduction des catastrophes géologiques
Le Centre de volcanologie et de réduction des catastrophes géologiques, en indonésien Pusat Vulkanologi dan Mitigasi Bencana Geologi, PVMBG, est l'organisme gouvernemental national d'Indonésie chargé de la surveillance des volcans et des risques géologiques, jouant ainsi le rôle d'observatoire volcanologique.

## Organisation
L'organisme est placé sous la tutelle du ministère de l'Énergie et des Ressources minérales. Ses bureaux sont situés à Bandung, dans la province de Java occidental.

## Histoire
L'organisme est créé en 1919 par les Néerlandais, alors puissance coloniale administratrice de l'archipel.

## Publications et ressources
Le PVMBG collecte et analyse un grand nombre de données issues de ses instruments de mesures et observations. Il les publie sous la forme d'un document annuel, le Berita Berkala Vulkanologi, et elles sont également consultables sous la forme de cartes, de catalogues et autres bulletins d'information et d'alertes.
L'organisme a mis au point le MAGMA, site web et application mobile permettant de s'informer en temps réel de l'activité géologique dans le pays.

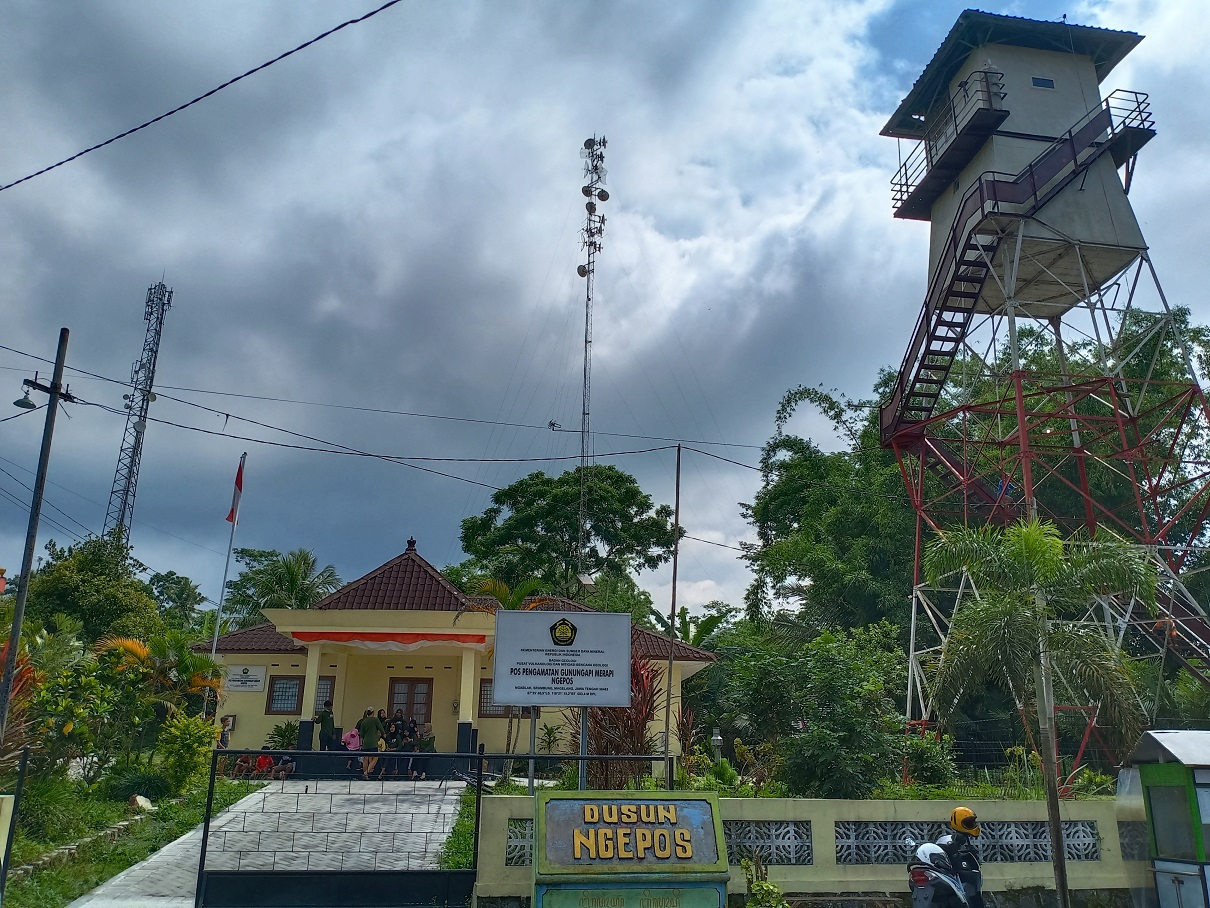
Antenne du PVMBG du Merapi sur l'île de Java avec une tour d'observation du volcan.
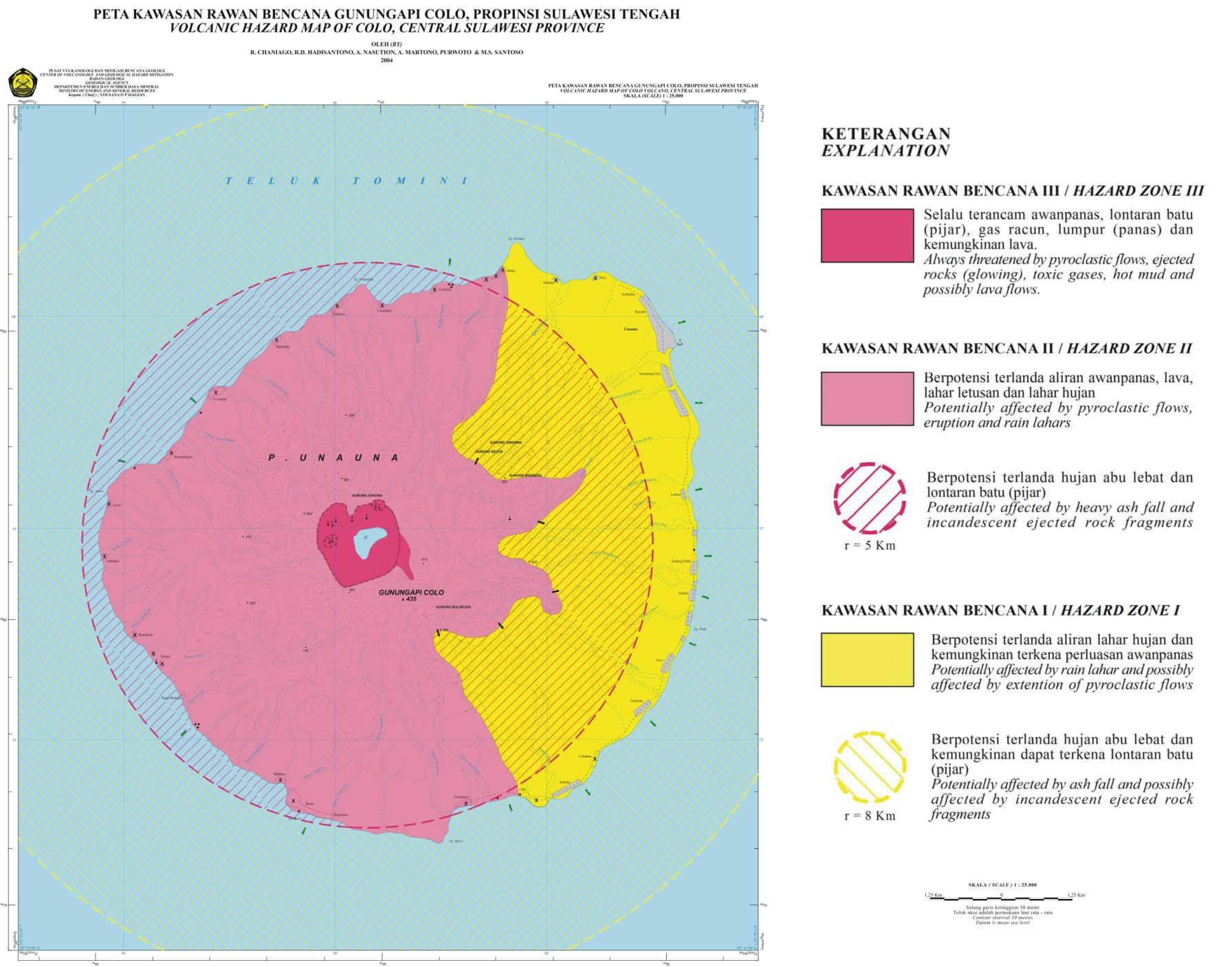
Carte des risques volcaniques du Colo sur l'île d'Una-Una éditée en 2004 par le PVMBG.
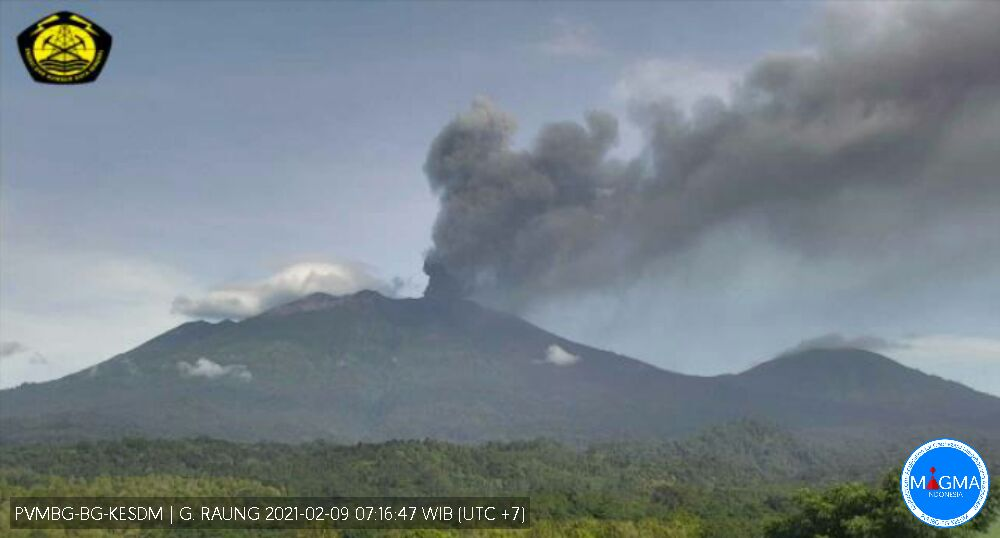
Capture d'écran d'une webcam du PVMBG lors d'une éruption du Raung sur l'île de Java en février 2021.